# Heidelberg, Texas
Heidelberg là một nơi ấn định cho điều tra dân số (CDP) thuộc quận Hidalgo, tiểu bang Texas, Hoa Kỳ. Năm 2010, dân số của nơi này là 1725 người.

## Dân số
- Dân số năm 2000: 1586 người.
- Dân số năm 2010: 1725 người.